# 高島とんちゃん
高島とんちゃん（たかしまとんちゃん）は、滋賀県高島市のB級グルメ。味付け鶏肉である。
単にとんちゃんとも。

## 概要
鶏肉を甘辛い味噌だれなどにまぶした味付け鶏肉であり、高島市ではソウルフードとして愛されている。
高島市内の飲食店で料理が提供されているが、店によって味付けは異なる。また、高島市のふるさと納税の返礼品ともなっており、2022年4月からの納税金額は同年12月16日に4億円を突破している。
飯のおかずとして、酒の肴として、「家庭の味」として長年親しまれている。

## 料理
高島とんちゃんは、調理前の味付け鶏肉であり、野菜炒めや唐揚げにするのが定番料理となっている。
この他に、バーベキュー、タマネギと炒めて丼物、焼きうどん、チーズダッカルビ風、野菜と一緒に入れて鍋物など、さまざまな料理に使用できる。
いずれも、味噌だれを調味料として使用できるので、調理が簡単となっている。

## 発祥・名称
高島市安曇川町の鶏肉専門店「鳥中」（1961年創業）で考案されたとされる。
高島地域では、古くから鶏卵の採卵業が盛んであった。卵を産めなくなった雌鶏は「廃鶏」と呼ばれ、鶏舎から捨てられる存在であったが、食肉用の鶏と比べると筋張っていて肉質も固いため、用途があまりなかった。「鳥中」の初代店主夫妻が、廃鶏を美味しく食べるために考案したのが、赤味噌の漬けだれをまぶした「味付けかしわ」であった。初代店主夫妻は近隣の焼肉店を回って試作の味見を依頼し、味噌だれのは配合を改良して、完成させた。当時の「鳥中」は、精肉販売が主であり、ショーケースの一部で「味付けかしわ」の販売を開始した。当時は、味付け肉というものが無かったこともあって「味付けかしわ」は人気となった。
しかし、「鳥中」では「とんちゃん」と言う商品名としては販売しておらず、「鳥中」の客が愛称として呼び出したのが「とんちゃん」であって、いつ頃から呼ばれるようになったのか、名称の意味などは不明である。
日本国内では「豚ホルモン焼き」を「とんちゃん」と呼ぶ地域もあり、「豚ホルモン焼き」と味付け鶏肉を焼いた料理の味が似ていたことから「とんちゃん」と呼び始めたのではないかと考えらている。

## 高島とんちゃん焼き丼
2022年にはセブン-イレブン・ジャパンから高島とんちゃんをアレンジした「高島とんちゃん焼き丼」を近畿2府4県のセブン-イレブン店舗で限定販売された。高島市とセブン-イレブン・ジャパンは2019年に地域活性化に向けた包括連携協定を結んでおり、「高島とんちゃん焼き丼」の開発、販売は包括連携協定の一環のひとつとなる。